# Zielony Las
Zielony Las – przysiółek wsi Miodary w Polsce, położony w województwie opolskim, w powiecie namysłowskim, w gminie Świerczów.
W latach 1975–1998 przysiółek administracyjnie należał do ówczesnego województwa opolskiego.

## Nazwa
W alfabetycznym spisie miejscowości na terenie Śląska wydanym w 1830 roku we Wrocławiu przez Johanna Knie wieś występuje pod obecnie stosowaną, polską nazwą Zielony las oraz niemiecką - Grunwald.